# Gilda (cantante)
Gilda, pseudonimo di Rosangela Scalabrino (Masserano, 31 maggio 1950), è una cantante e compositrice italiana attiva principalmente negli anni settanta e vincitrice del Festival di Sanremo 1975 con il brano musicale Ragazza del sud.
Non è da confondersi con la quasi sua contemporanea cantante molisana Gilda Giuliani.

## Biografia
Appena quattordicenne, si esibiva già nella zona del Vercellese (essendo il suo paese natale all'epoca in tale provincia, oggi sotto Biella), tanto da spingere alcuni suoi concittadini, suoi sostenitori, a scrivere a Specchio dei tempi, rubrica di incontro con i lettori della cronaca cittadina della Stampa di Torino, per farle avere un'occasione di farsi conoscere fuori dall'ambito locale. Esordita con lo pseudonimo Gilda, di voce brillante, i testi delle sue canzoni erano spesso improntati sul tema dell'emigrazione interna dall'Italia meridionale, fenomeno caratteristico di quegli anni.
Sul finire degli anni sessanta, riuscì gradualmente ad ottenere popolarità fino a Milano, dove fu notata dai collaboratori della casa discografica appena fondata da Mina, che le fece incidere, nel 1969, il 45 giri Nu ferru de calzetta, edito dalla Sun (suddidiaria della PDU).
Nei primi anni settanta poi, incise per la City discografica, continuando inoltre a esibirsi nelle piazze e nei teatri in Italia, Svizzera, Belgio e Germania e iniziando ad intraprendere gli studi di medicina a Università di Torino.
Autrice delle proprie canzoni, nel 1974 inviò una sua composizione, Ragazza del sud, alla commissione selezionatrice del 24º Festival di Sanremo, ma con esito negativo.

Un anno più tardi, sottopose alla commissione del 25º festival lo stesso brano, il quale non solo fu ammesso, ma giunse persino alla vittoria finale.
Nel 1976 pubblicò il suo primo album, Bolle di sapone dal titolo della canzone d'apertura del 33 giri, contenente dieci brani, presentato in un apposito speciale televisivo nell'inverno di quell'anno.
Uscito oltre un anno dopo la vittoria sanremese, l'album non incluse Ragazza del sud. Il genere questa volta fu vagamente folk/romagnolo, con incursioni nel gospel, specialmente nel brano Uomo; registrato alla Regson di Milano, fu arrangiato da Mario Mellier, con la partecipazione di Bruno De Filippi all'armonica e Sergio Almangano al violino. Fu quindi pubblicato con copertina a busta chiusa opaca, con un disegno all'aerografo di bolle di sapone sul fronte; nella busta interna erano contenuti nove testi mentre il decimo, quello del brano che dà il titolo al disco, era riportato sul retro copertina insieme a una dedica autografa dell'artista. Datato settembre 1976, con distribuzione Phonogram, tutti i testi e le musiche furono della stessa Gilda.
Gilda incise in seguito altri brani, partecipando ad alcuni eventi musicali e particolare riscontro ebbe il 45 giri "Canto di una notte sull'Aspromonte".. Preferendo la famiglia alla carriera artistica, si dedicò alla gestione di un albergo a Torino, città in cui vive dagli anni novanta, ed esibendosi saltuariamente per tutto il periodo successivo. Ha partecipato nel 2010 alla trasmissione ''I migliori anni''.e nel ª "Le amiche del sabato".
Nel 2013, con altri artisti, contribuì alla realizzazione di un album, Omaggio a Umberto Bindi, realizzato e distribuito da La voce delle donne Asscult, riproponendo il brano Arrivederci.
Nel 2017 eseguì un concerto pubblico nel suo paese natale, Masserano. Continua ad esibirsi in Italia e all'estero proponendo, oltre ai suoi brani, canzoni celebri degli anni '60/'70.

## Discografia

### Album in studio
- 1976 – Bolle di sapone (Radio Records, RR 5300 161)

### Singoli
- 1965 – Le colline sono in fiore/Non ho l'età (Excelsius)
- 1969 – Nu ferru de calzetta/Tu chi parti e vai luntanu (Sun S.U.A. 3015)
- 1972 – Far tacere il cuore/La ragazza dell'estate  (City, C 6263)
- 1975 – Ragazza del sud/Nina la bionda (Sides Records, 5003 003)
- 1980 – Canto di una notte sull'Aspromonte/Revival (Radio Records, ZBRR 7198)